# Oflenda
Oflenda (německy Hofland) je část obce Mrákotín v okrese Chrudim. Nachází se 1 km na jih od Mrákotína. V roce 2009 zde bylo evidováno 14 adres. V roce 2001 zde trvale žilo 40 obyvatel.
Oflenda leží v katastrálním území Mrákotín u Skutče o výměře 5,18 km2.

## Historie
První písemná zmínka o obci pochází z roku 1473.

## Galerie

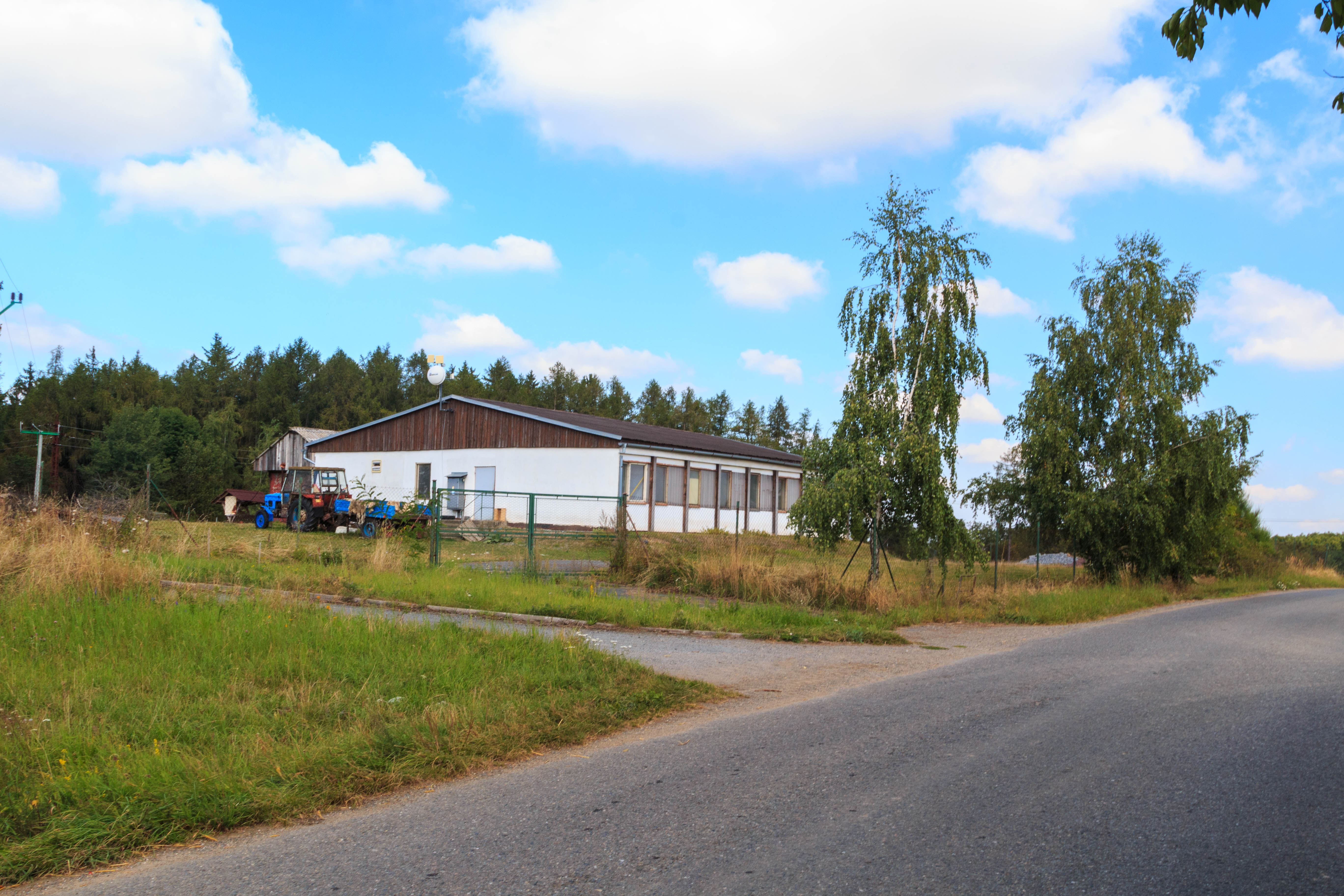
Oflenda – farma
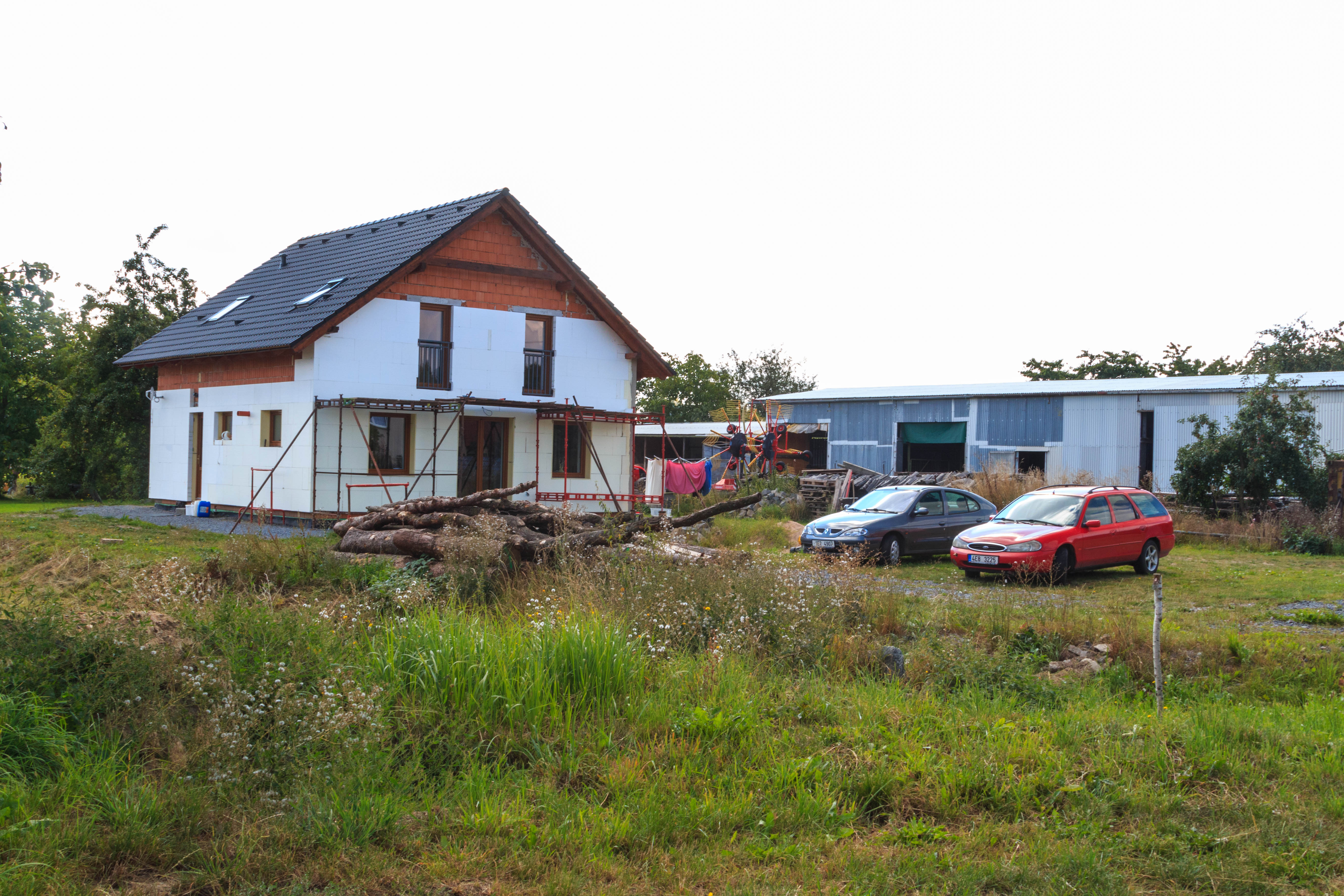
Oflenda – novostavba
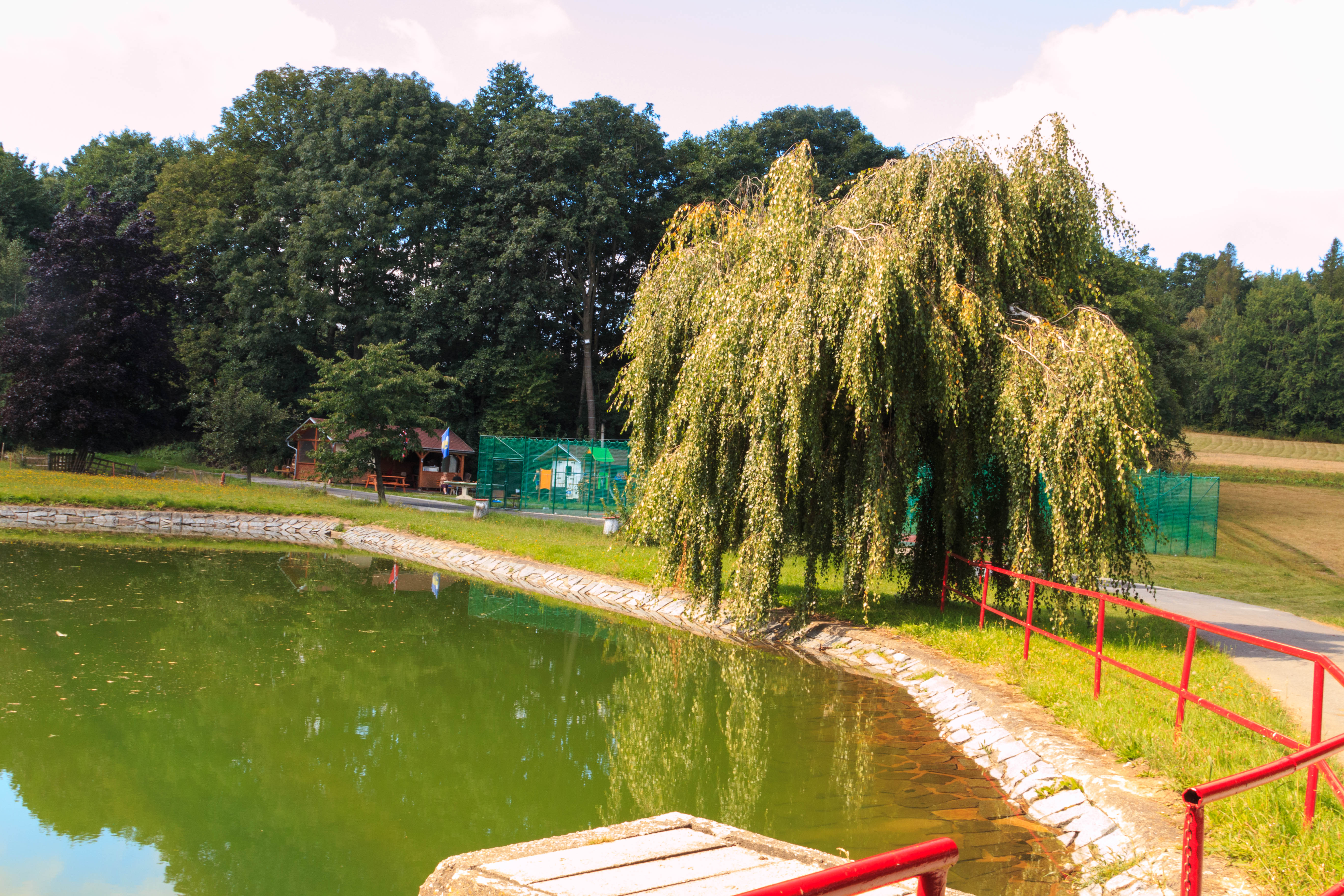
Oflenda – rybník
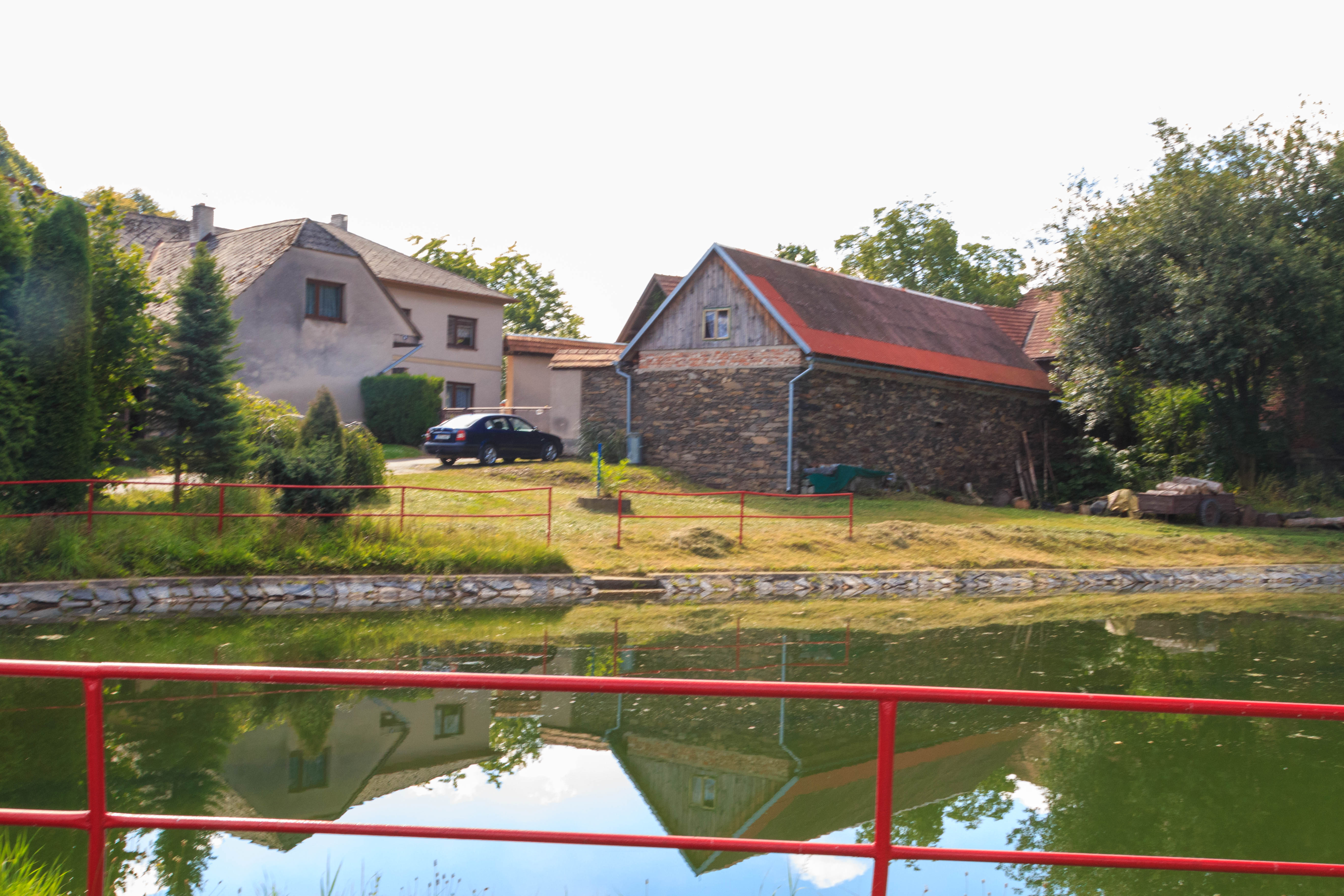
Oflenda – čp. 6